# كشميريون
الكشميريون (بالكشميرية: کٲشُر لوٗکھ / कॉशुर लूख) هم جماعة عرقية أصلية من وادي كشمير في اتحاد إقليم جامو وكشمير، ويتحدثون كلًا من الكشميرية واللغة الداردية الهندوآرية. تتركز النسبة الأكبر من الشعب الكشميري في وادي كشمير، والذي هو كشمير الأصلية، ولا يشمل مناطق أخرى من ولاية جامو وكشمير الأميرية (مثل، جامو، وغلغت-بلتستان، وآزاد كشمير، ولداخ). تشمل الجماعات العرقية الأخرى التي تعيش في ولاية جامو وكشمير السابقة كلًا من الغوجار، والدوغرا، والباهاريون، والبالتيون، واللداخيون).
في حين أن الكشميريين هم من أبناء وادي كشمير، تعيش جماعات أصغر من الكشميريين أيضًا في المناطق المتبقية من جامو وكشمير. يمكن إيجاد مجموعات عرقية من الكشميريين في مناطق دودا ورامبان وريسي وكيشتوار في إقليم تشيناب وفي وادي نيلام ووادي ليبا في شمال آزاد كشمير. منذ عام 1947، تواجدت العديد من الجماعات العرقية الكشميرية في باكستان. هاجر العديد من أبناء الشعب الكشميري من وادي كشمير إلى منطقة البنجاب خلال الحكم الأفغاني والدوجري والسيخي لكشمير. يعتنق العديد من الكشميريون اليوم الإسلام السني، ولكن هناك أيضًا طائفة هندوسية كبيرة أيضًا. ينحدر أغلب المسلمين الكشميريين من البانديتس والبوذيين الهندوس الكشميريين، ويستخدم بعضهم أيضَا البادئة الإسمية «شيخ». من الأسماء الشائعة بين هؤلاء الأشخاص: بهات/بات، ودار، ولون، وماليك وغيرها من الأسماء.

## الثقافة

### المطبخ

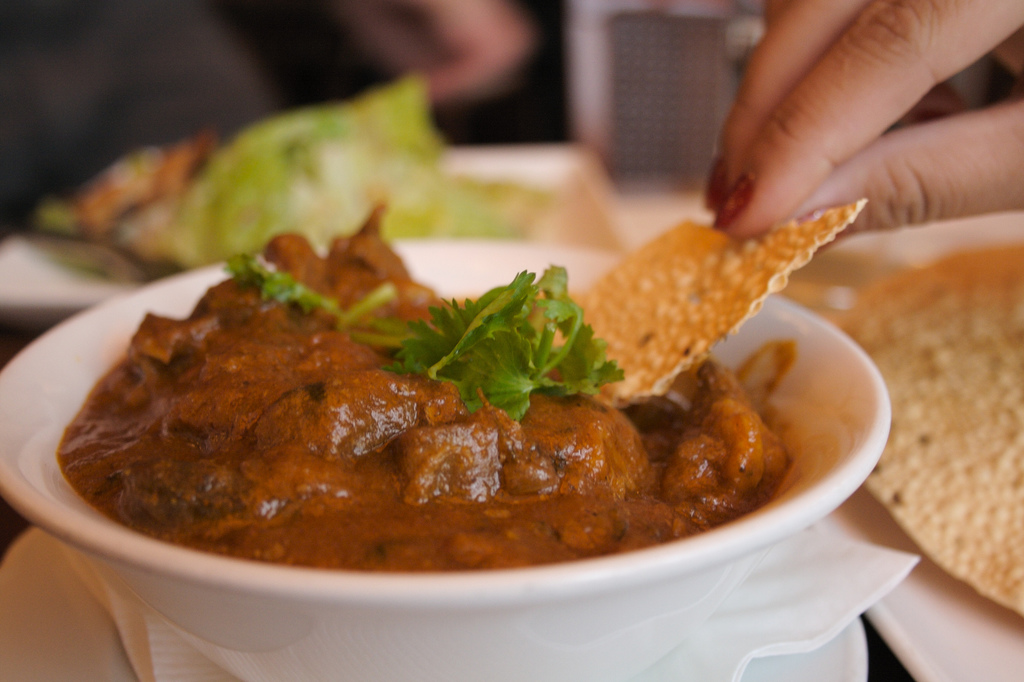
طبق روغن جوش التي تشتهر به كشمير

يحتل المطبخ الكشميري مكانة متميزة بين مطابخ العالم المختلفة. أصبح الأرز منذ العصور القديمة عنصرًا أساسيًا ضمن النظام الغذائي الكشميري. اللحوم، مع الأرز، هي أكثر المواد الغذائية شعبية في كشمير. يتناول الكشميريون اللحوم بكميات كبيرة. على الرغم من كون جامو كشمير براهمة، إلا أن البانديت الكشميريين يستهلكون اللحوم بكثافة. الشاي المملح أو «نون شاي» هو مشروب تقليدي يُعد في سماور «وعاء لإعداد الشاي». تقدم الكهوا، وهي مشروب شاي أخضر تقليدي مع البهارات واللوز، خلال المناسبات والمهرجانات. تتضمن حفلات الأعراس الكشميرية وليمة تقليدية تعرف باسم «وزوان»، وهو عادة ما يشمل أطعمة حارة تطهى من قبل الطباخين التقليديين (واز). يعود مفهوم وازوان إلى 500 سنة مضت وتشكل في آسيا الوسطى. الأرز واللحم هم ركائز الوليمة.

### اللغة
تُحكى الكشميرية (कॉशुर, کأشُر) بشكل بارز في وادي كشمير ومناطق تشيناب في جامو وكشمير. يرجع أصل هذه اللغة إلى السنسكريتية، إلا أنها تأثرت باللغة الفارسية أثناء الحكم الإسلامي، وفقًا للعديد من اللغويين، الكشميرية هي لغة شمال غرب داردية من العائلة من الهندو-آرية، وتنحدر من اللغات الهندو آرية الوسطى. تشير «الداردية» إلى تسمية جغرافية للغات المستخدمة في المناطق الجبلية الشمالية الغربية، وليست تسمية لغوية. تقدر جامعة كاليفورنيا في لوس أنجلوس عدد متحدثي اللغة بنحو 4.4 مليون، مع زيادة في عدد المتكلمين في وادي كشمير، في حين رصد تعداد سكاني في الهند عام 2001 ما يزيد عن 5.5 مليون متحدث.
تبعًا لمسح سكاني عام 1998، كان هناك أكثر من 132,450 متحدث للكشميرية في آزاد كشمير ضمن باكستان. حسب الأستاذ خواجة عبد الرحمن، تعتبر الكشميرية واحدة من اللغات على شفير الاختفاء في وادي نيلوم.
يُعتقد أن الكشميرية هي الوحيدة بين اللغات الداردية التي استخدمت في مجال الأدب. يعود الأدب الكشميري إلى أكثر من 750 سنة مضت، مقارنة بمعظم اللغات الحديثة. أغنى شعراء ومؤلفون مثل مهجور وعبد الأحد أزاد وغيرهم الأدب بشعرهم.

### العادات الدينية
تعود ممارسة الصوفية في وادي كشمير إلى 700 سنة. يعرف وادي كشمير باسم «بير واير»، أي «مرتع الصوفيين والقديسين». حلّت الصوفية على كشمير بشكل متزامن تقريبًا مع مجيء الحكم الإسلامي. يشعر الكشميريون بالفخر لاحتوائهم مساحة ثقافية تجمع بين الإسلام الصوفي والهندوسية الفيدية. يحترم كل من الباندتس والمسلمين في كشمير الروحانية الباطنية الشيفاوية المعروفة باسم «لالا ديد»، التي تشير إلى الثقافة الإدراكية لكشمير، ويكنّ كل من المسلمين والهندوس الكشميريين مكانة عالية لضريح «داستجر صاحب». يؤدي الناس في كشمير زيارات بشكل منتظم من أجل راحة البال. هناك تقليد عمره قرون في كشمير يشتمل على تلاوة الحواريين الصوفيين «وزايف» خاصة.
في المقابل، لم تحلّ السلفية إلى كشمير سوى منذ 100 عام. بقي السلفيون على أطراف الحياة الدينية والثقافية في كشمير، إذ كان الإيمان بالتقاليد المحلية للإسلام الصوفي قويًا للغاية في الوادي. بدأ ذلك بالتغير منذ التمرد الحاصل في كشمير عند أواخر الثمانينيات. خطفت الجماعات الجهادية المدربة في باكستان المشاعر المحلية من أجل الحرية وحولت النضال الكشميري إلى استمرار لحربهم المقدسة من أجل تحقيق خلافة إسلامية، وذلك باللعب على مخاوف الناس بحجة أن الهوية الإسلامية في كشمير كانت تحت الخطر من أن تُمحى. مع ذلك، كان هناك تزايد في أعداد ولادات الجماعات البريلوية، التي تدعي أنها كانت وصاية على تصرفات الوادي الصوفية، التي نشأت لتحدي القوة المتنامية للعقيدة الوهابية المتشددة.
يقول السلفيون إن أولئك الذين يترددون على الأضرحة ينخرطون فيما يدعى بـ«العبادة الفاحشة» (والتي هي محرمة في الإسلام). لكن يقول الصوفيون أنه من غير الصحيح الافتراض بأن زوار المراقد منغمسون بالعبادة الفاحشة. إذ يرون أن أنهم يزورون الأضرحة فقط طلبًا لبركات الله، حيث أن هذه الأماكن مقدسًا لكونها مراقد لأئمة عظماء.

### الفنون والحرف
يعد شال كشمير واحدًا من أهم الصادرات الكشميرية، الذي يمتاز بنسيجه الكشميري، الذي يصنع عادة من صوف الشحتوش أو البشمينة. نظرًا لقيمته بسبب دفئه وخفة وزنه وتصميم البوتا المميز، استخدم هذا الشال في الأصل من قبل ملوك ونبل مغول الهند. في أواخر القرن الثامن عشر، وصلت تلك الشالات إلى أوروبا، حيث شاع استخدامها من قبل فيكتوريا ملكة المملكة المتحدة والإمبراطورة الفرنسية جوزيفين كرمز للرفاهية والمكانة العالية. أعطى النسيج لكشمير اسمًا لها «من كشمير»، ملهمًا صناعة مقلدة على نطاق واسع في كل من الهند وأوروبا، واشتهرت الـ«بوتا»، التي تعرف اليوم بـ«نقشة البيزلي». لا يزال القماش الكشميري إلى اليوم رمزًا للرفاهية في الغرب، ويقدم عادة كهدية لدى زيارة الشخصيات البارزة، وتستخدمه الشخصيات العامة.

## كرامس (الألقاب)
الهندوس الكشميريون كلهم من السارسوات البراهميين المعروفون أجنبيًا بالباندت. تحدد ألقاب هؤلاء الأشخاص مهنتهم الأصلية أو ألقاب أسلافهم. تشمل تلك الألقاب: حكيم، وكول، ودهار/دار، وراينا، وتينغ. يحمل المسلمون الذين يعيشون في كشمير نفس الفكرة عرقيًا، إذ يعتبر الكشميريون البانديت «كشميريين مسلمين». ينحدر هؤلاء من الهندوس الكشميريين ويعرفون أيضا باسم «الشيخ».
بعد أن اعتنق الهندوس الكشميريون الإسلام، احتفظ الكثير منهم بأسماء عائلاتهم (كرام) التي تشير إلى مهنتهم الأصلية أو محلهم أو مجتمعهم. شملت تلك ألقابًا مثل بات/بهات، وباندت (براهمين)، ودار (باندت كشميري)،[نشر ذاتي؟] وتانتري (تانتريه)، وماغري (ماغريه)، ومانتو، ووين، ونايك، وباري، وراذر، وياتو.

## التعداد السكاني

### الكشمير المسلمون
ذكر تقرير مسح سكاني عام 1921 أن الكشمير المسلمين يشكلون 31% من السكان المسلمين في ولاية جامو وكشمير الأميرية بكاملها. ذكر تقرير تعداد عام 1912 أن مسلمي كشمير منقسمون إلى العديد من الطوائف الفرعية مثل بوت ودار ووين.
أكد تقرير تعداد عام 1931 أن سكان «كشمير المسلمين» يحتلون المرتبة الأولى في المقاطعة (تشمل المجتمعات الأخرى في الولاية الأميرية كلًا من الأرينيون، والجاتيون، والسودهانيون، والغوجاريون، والراجبوتيون وغيرهم). سجل عدد سكان كشمير المسلمين 1,352,822 نسمة. يوضح تقرير تعداد عام 1931 أن الزيادة «الهائلة» في عدد المسلمين الكشميريين بمقدار 556,018 يرجع إلى عدة طوائف أخرى مثل حجام، وهانجي، وسايد التي اندمجت في المجتمع.

### الكشمير الهندوس
بحسب البيانات الآتية من مسح سكاني عام 1931:
|                                           | بانديت كشميريون |
| التعداد السكاني في كامل ولاية جامو وكشمير |                 |
| ----------------------------------------- | --------------- |
| ذكور                                      | 35060 نسمة      |
| إناث                                      | 28028 نسمة      |
| التعداد السكاني في مقاطعة كشمير           |                 |
| ذكور                                      | 33590 نسمة      |
| إناث                                      | 27136 نسمة      |